# 青函トンネル

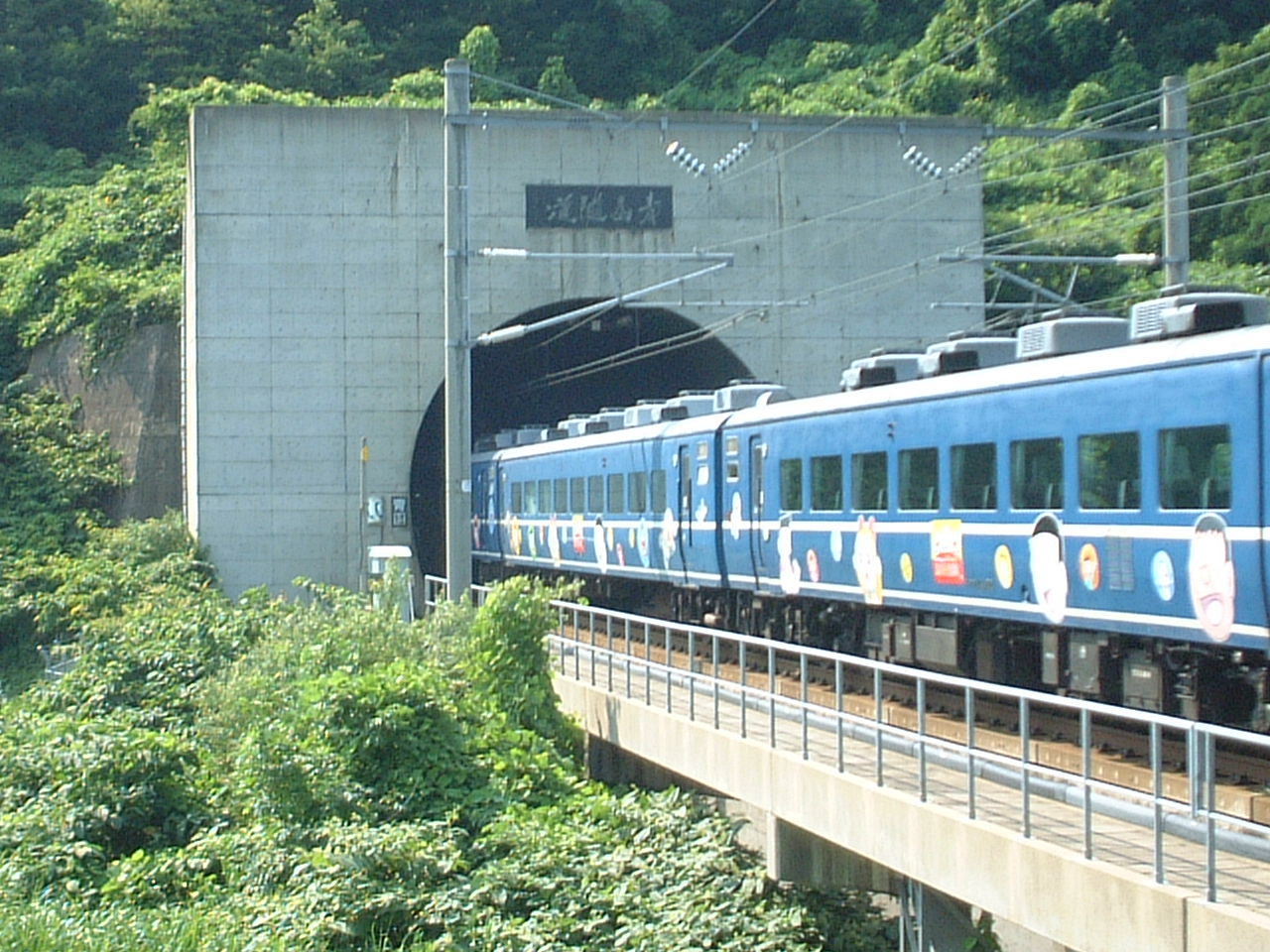
青函トンネル入口広場から見た本州側入口部分（青森県今別町）

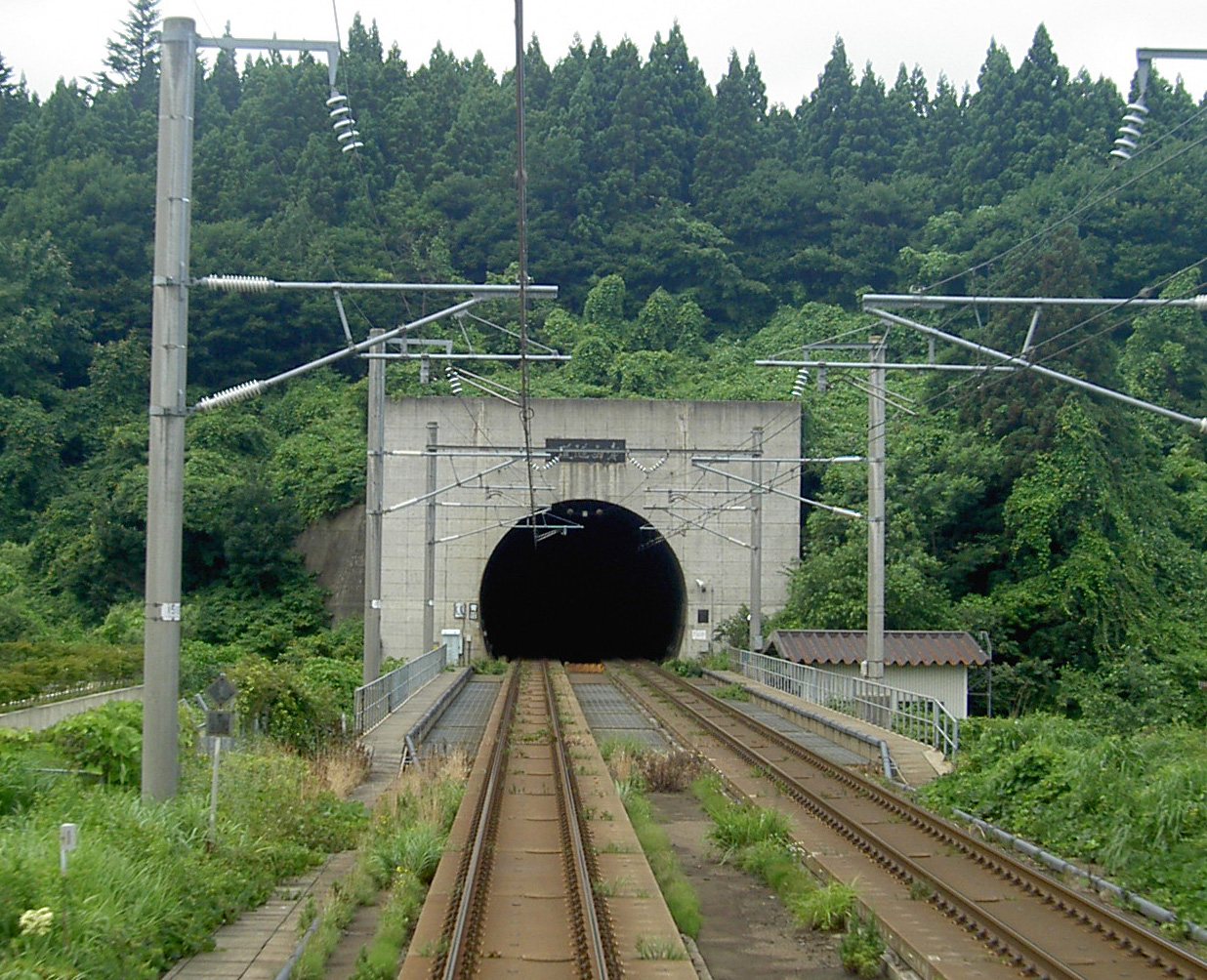
789系「スーパー白鳥」先頭車両展望窓より撮影した本州側入口部分

海底部標準断面図
1.本坑 2.作業坑 3.先進導坑 4.連絡誘導路

縦断図

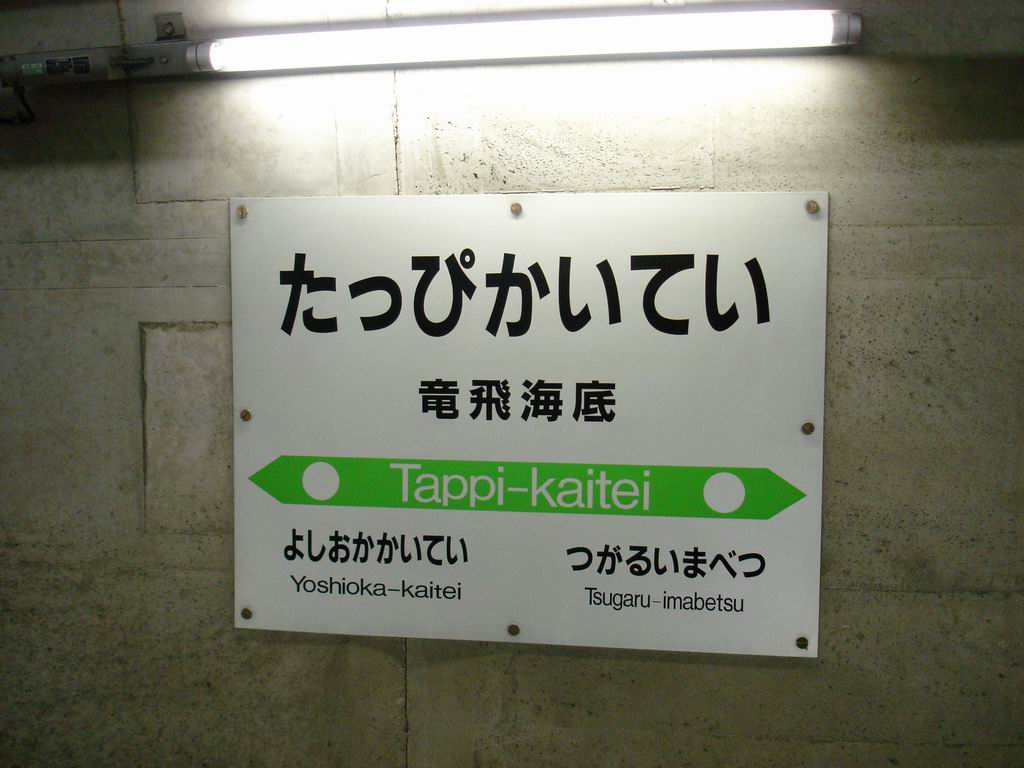
かつてはトンネルの内部、海底よりも深い地下に駅があった（竜飛海底駅）

青函トンネル（せいかんトンネル）または青函隧道（せいかんずいどう）は、本州の青森県東津軽郡今別町と北海道上磯郡知内町を結ぶ鉄道トンネルである。全長としては世界最長の海底トンネルおよび三線軌条のトンネルであり、2016年にスイスのゴッタルドベーストンネルが開通するまでは、世界最長のトンネルであった。
日本鉄道建設公団によって建設され、後身の鉄道建設・運輸施設整備支援機構が保有し、北海道旅客鉄道（JR北海道）が管理および列車運行を行っている。

## 概要
津軽海峡の海底下約100 mの地中を通るトンネルで、1988年（昭和63年）3月13日に開通した。全長は53.85 kmあり、交通機関用のトンネルとしては日本で最も長い。全長が約53.9 kmであることから、ゾーン539の愛称があった。
海底部を含むトンネルおよび三線軌条のトンネルおよび複線のトンネルとしては、世界一の長さと深さを持つ鉄道トンネルである。1994年5月6日に英仏海峡トンネルに譲るまで海底部分の長さで世界一、2016年（平成28年）6月1日にゴッタルドベーストンネルに譲るまで世界最長の鉄道トンネルでもあった。
青函トンネルの木古内駅方には、非常に短いシェルターで覆われたコモナイ川橋梁、さらに全長約1.2 kmの第1湯の里トンネルが青函トンネルと一体化しており、これらを含めたトンネル状構造物の総延長は約55 kmに及ぶ。なお、トンネルの最深地点には青色と緑色の蛍光灯による目印があったが、北海道新幹線の開業前に撤去された。
青函トンネルを含む区間は当初海峡線として開業したが、当初より新幹線規格で建設されており、2016年3月26日から三線軌条を北海道新幹線が走行している。
また、トンネルを利用して通信ケーブルや送電線が敷設されており、通信や送電の大動脈でもある（後述）。
日本鉄道建設公団により建設工事が行われ、公団を引き継いだ独立行政法人鉄道建設・運輸施設整備支援機構がトンネルを所有している。トンネルを走行する列車を運行しているJR北海道は、機構に対してトンネルの使用料を払っている。その額は租税および管理費程度とされており、年額4億円である。また、トンネル内の鉄道敷設部分についてはJR北海道所有として整備されており、この部分の維持管理費は年間約8億円となっている。1999年度から改修事業が行われており、事業費のうち3分の2を国の補助金でまかない、3分の1をJR北海道が負担している。海底にあるため施設の老朽化が早く、線区を管轄するJR北海道にとって、青函トンネルの保守管理は大きな問題になっている。
開業当初は乗車券のみで乗れた青函連絡船の代替という意味合いもあり、主たる輸送は快速「海峡」で行われ、特急「はつかり」は一部速達性を要する時間帯のみの運行であったが、2002年（平成14年）12月1日の東北新幹線八戸開業に伴い列車体系が大幅に変更され、特急・急行列車のみの運行となった。2016年（平成28年）3月26日以降、青函トンネルを走行する定期旅客列車は北海道新幹線のみとなっている。
全工程においての殉職者は34名。青森方にある竜飛崎に殉職者の碑が建っている。

### 防災設備
青函トンネルは「日本最長の海底トンネル」という特殊条件であることから、万が一の事故・災害防止のために厳重な安全対策が施されており、トンネル内は終日禁煙・火気厳禁となっている。トンネル内には一般建物用よりも高感度の煙・熱感知器が多数設置されており、微量の煙を感知しただけでも列車の運行が停止する。開業初日には3か所の火災検知器が誤作動を起こし、快速「海峡」などが最大39分遅れるトラブルが発生した。
なお、2015年（平成27年）4月に発生した特急列車の発煙トラブル（後述）を踏まえ、JR北海道は青函トンネルにおける乗客の避難方法や避難所設備などを改善していく方針を示した。定点など陸底部にある施設を拡充し、定点のケーブルカー（定員15名）の荷台に座席を取り付けて定員を増やすほか、待避所のベンチやトイレなども増設する。また、トンネルの陸底部に4つある資材運搬用の斜坑を新たに避難路として活用する。
斜坑・作業坑・先進導坑
作業坑・先進導坑には、連絡誘導路が約600 mおきに設置されている。陸底部には算用師（さんようし）、袰内（ほろない）、白符（しらふ）、三岳（みたけ）の4つの斜坑があり、階段のほか、自動車の通行が可能な斜路が設置されている。
青函トンネル内を移動する事態となった場合、障害者や体調不良者を、トンネル内にある保守作業用自動車等に乗車させることも検討している。
定点

万一、列車火災事故などが発生した場合に列車を停止させ、乗客の避難誘導及び消火作業を行うため、青森県東津軽郡外ヶ浜町竜飛（北緯41度15分26秒 東経140度20分52.6秒 / 北緯41.25722度 東経140.347944度）および北海道松前郡福島町館崎（北緯41度26分31.7秒 東経140度14分21.6秒 / 北緯41.442139度 東経140.239333度）の陸底部2箇所（海岸直下からわずかに海底寄り）に定点が設置されている。1972年（昭和47年）11月6日に北陸本線の北陸トンネル内で発生した列車火災事故を教訓にしたもので、これによりトンネルは3分割され、防災上からみればトンネルの長さは従来の最長クラスの鉄道トンネルと同程度のトンネルが間をおかず、連続していると考えることができる。
開業当初、これらの定点はトンネル施設の見学ルートとしても活用され、それぞれ「竜飛海底駅」「吉岡海底駅」と命名された。見学を行う一部の列車の乗客に限り乗降できる特殊な駅であったが、吉岡海底駅は2006年（平成18年）8月28日から、竜飛海底駅は2013年（平成25年）11月11日から休止となり、いずれも2014年3月15日に（鉄道駅としては）正式に廃止となった。
ホーム、消火栓および乗客を一時避難させる避難所（ベンチ、トイレ設備）が設置され、指令所から遠隔操作する一斉照明設備（100ルクス程度）、消防用設備（水噴霧設備、監視カメラ及び非常放送設備等）を備えている。また非常発電機が備えてあり、72時間の稼働が可能となっている。
また、竜飛・吉岡定点はそれぞれ竜飛・吉岡斜坑を通じて地上に脱出できるようになっており、これらの斜坑にはケーブルカーのほか、階段（段数1,317段）が設置されている。
列車火災対策
火災検知設備
赤外線温度式火災検知器
赤外線カメラを利用して、両側から列車表面の温度を測定することにより火災を検知する設備であり、トンネルの前後および内部の上下線4か所ずつ、合計8か所に設置されている。車軸検知器と連動させてデータ処理を行うことにより、火災発生位置（両数、部位）も検知できる。
煙検知器
赤外線温度式火災検知器では、熱が車両表面に現れずに煙のみ発生する火災（いわゆる煙火災）に対応できないため、補完設備としてトンネル内に煙検知器を5か所設置した。
火災時の列車制御設備
火災列車停止装置
火災を検知すると、ブレーキ開始表示灯と停止位置目標灯を点灯させ、それを目標に運転士がマニュアルブレーキで停車する。なお、北海道新幹線開業後は、ATC信号により自動的に減速し、最後の停止位置合わせのみ運転士がマニュアルブレーキを操作する。
支障列車停止装置
列車火災が発生した際に他列車への波及を食い止めるため、火災検知器と連動して自動的に設定したブロック単位に送信し、後続列車及び対向列車を停めるべき地点の軌道回路に停止信号を現示する。

消火設備
列車火災が発見された場合、その列車は最寄りの定点かトンネル前後の停車場まで走行して、そこで消火救援活動を行うことを基本としており、定点および停車場に消火設備を設けている。
換気設備
列車からの発熱の蓄積による坑内温度の上昇の抑制、および保守用車からの排気ガスの排出のため、縦流式の換気方法としている。これは斜坑口付近に送風機を設けて空気を送り込み、先進導坑を通って海底中央部の連絡横坑から本坑に入り、各々の坑口に向かって換気する方式である。
排煙設備
火災を起こした列車が定点に停止した際、避難する旅客が煙に巻かれることのないような排煙方式としている。列車停止位置に応じて指令が排煙装置を遠隔制御で調整し、斜坑から定点への短絡ルートにある風門を開くことにより、換気流を斜坑から直接定点に送り込むと同時に、立坑口に設けた排煙機を運転して煙を立坑から吸い出すものである。これにより本坑の風向きが調整され、作業坑、先進導坑へ本坑の煙が流入しないようしている。
避難誘導設備
火災を起こした列車が定点に停止した場合、一時旅客を避難させ避難所から坑外に脱出させる必要がある場合に、安全に誘導するためにITVカメラ、非常放送などの避難誘導設備を設置している。
情報連絡設備
列車火災時には旅客の避難誘導、関係列車の抑止、消火栓、排煙、換気等の手配を緊急に行う必要があるため、トンネル内乗務員と函館指令センターの指令員との情報連絡が、迅速かつ効率よく又確実に行われる体制にしておく必要がある。情報連絡設備として、できるだけ多くの通信手段を設けることにより冗長化を図り、トンネル内と指令センター等との連絡を密にするため列車無線、乗務員無線等を設置している。

地震対策
列車抑止の方式は、地震計からの警報によって、ATCで列車を停止させる方式を採用した。120ガル以上の場合、一旦停止後に徐行でトンネル外まで運転する。
青函トンネル部は十分な耐震構造になっているが、長大でかつ海底トンネルという特殊性から、地震が発生して列車が停止した後の応急的な運転再開については、長時間を要する徒歩巡回点検方式はとらず、警報地震計（トンネルの前後および内部に合計8か所）とモニタリングシステム（地震早期検知システム、トンネル覆工歪計（トンネル内に4か所）、湧水量検知装置）による迅速な情報処理判断を活用している。
異常出水対策
トンネル内に湧水量検知装置を27か所設置し、地震時の異常のほか、経年によるトンネルおよびトンネル周辺地山の劣化を監視し、函館指令センターでその状況に応じて応急処置がとれるよう万全を期している。
くみ上げポンプ用非常発電設備が設置されており、ポンプの排水能力を超えた場合、本坑下部にある先進導坑に貯水する仕組みになっている。
防災監視体制
青函トンネルにおいて災害が発生した場合に迅速に対処するため、トンネル内の各種防災情報を函館指令センターに表示し、常時監視できる設備になっている。また、異常時には各種防災機器を、函館指令センターから遠隔制御により直接操作できる。
このように青函トンネルにおいては、万一、災害が発生した場合でも、迅速に対応するために、情報を函館指令センターに表示して指令員が常時監視するとともに、異常時には各種防災機器を遠隔制御により、直接操作するよう総合システムを構成している。

### 通信ケーブル
青函トンネルは通信の大動脈でもある。内部には開通当時の日本テレコム（のちソフトバンクテレコム、ソフトバンクモバイルを経て、現在のソフトバンク）と、KDDIが光ファイバーケーブルを敷設しており、北海道と本州を結ぶ電信・電話の重要な管路となっている。

### 送電線設備
青函トンネルを利用して本州と北海道を結ぶ送電線の建設が進められ、2019年3月に「新北本連系設備」として運用を開始した。この送電線は、30万 kW分の送電を行える直流送電線である。従来、北海道と本州を結ぶ送電線は海底ケーブルによってまかなわれていたが、船舶のいかりが引っかかって損傷するなどのトラブルが起こっており、青函トンネルを利用すれば安全性が確保され、敷設費用も抑えられる利点もあるとされ、従来の海底ケーブルでのルートと合わせて90万kW相当の電力の送電が可能となった。

## 経緯
かつて青森駅と函館駅を結ぶ鉄道連絡船として、日本国有鉄道により青函航路（青函連絡船）が運航されていた。しかし、1950年代に朝鮮戦争によるものと見られる浮流機雷がしばしば津軽海峡に流入し、また1954年（昭和29年）9月26日には台風接近下において誤った気象判断によって暴風雨の中出航した連絡船のうち洞爺丸他4隻が函館港外で遭難するという大惨事（洞爺丸事故）が発生するなど、航路の安全が脅かされる事態が相次いで発生した。
これらを受けて、第二次世界大戦前からあった本州と北海道をトンネルで結ぶ構想が一気に具体化し、船舶輸送の代替手段として長期間の工期と巨額の工費を費やして建設されることとなった。
計画時、青森県東津軽郡三厩村（現在の外ヶ浜町）と北海道松前郡福島町を結ぶ西口ルートと、青森県下北郡大間町と北海道亀田郡戸井町（現在の函館市）を結ぶ東口ルートが検討された。当初は距離が短い東口ルートが有力視されたが、東口ルートは西口ルートよりも水深が深い上、海底の地質調査で掘削に適さない部分が多いと判定されたため、西口ルートでの建設に決定した。なお、もし東口ルートに決定していれば、かつて青函連絡船代替航路（大間 - 函館）開設目的として建設されていた大間線第2期線および大日本帝国陸軍津軽要塞の兵員や軍事物資輸送の目的で建設されていた戸井線（いずれも未成線）の建設が再開され、開通していた可能性もある。
当初は在来線規格での設計であったが、整備新幹線計画に合わせて新幹線規格に変更され建設された。整備新幹線計画が凍結された後、暫定的に在来線として開業することになったものの、軌間や架線電圧の違いを除けば、保安装置（ATC-L型）も含めて新幹線規格を踏襲しており、のちに考案されるスーパー特急方式の原型となった。
トンネルは在来工法（一部TBM工法・新オーストリアトンネル工法）により建設された。トンネル本体の建設費は計画段階で5384億円であったが、実際には7455億円を要している。取り付け線を含めた海峡線としての建設費は計画段階で6890億円、実際には9000億円に上る。なお、工事での犠牲者は34名だった。
青函航路全盛期の着工当時と打って変わって、東日本ですら北海道への旅客輸送は既に航空機が大半を占める状況であり、完成時には北海道新幹線の建設が凍結になっていた。貨物側も、ストライキや遵法闘争の多発をはじめとする当時の国鉄の労使関係の悪化もあって、貨物輸送もフェリーや内航海運にシェアを奪われて低迷が続いていた。さらに完成後も大量の湧水を汲み上げる必要があるなど維持コストも大きいことから、巨額な投資といえども埋没費用とみなし、放棄した方が経済的であるとまで言われ、「昭和三大馬鹿」、「無用の長物」、「泥沼トンネル」などと揶揄されたこともあった。
しかし開通後は、北海道と本州のJR貨物による貨物輸送に重要な役割を果たしており、一日に21往復（定期列車。臨時列車も含めると上下合わせて約50本）もの貨物列車が設定されている。天候に影響されない安定した安全輸送が可能となったことの効果は大きく、特に北海道の基幹産業である農産物の輸送量が飛躍的に増加した。
また首都圏で印刷された、雑誌類の北海道での発売日のタイムラグが短縮されるなど、JR北海道にとっては赤字事業であるものの、外部効果は高い。2010（平成22）年度では年間貨物輸送は450万トンでシェアは42%に達しており、フェリー輸送とほぼ同等となった。
対照的に、旅客はバブル崩壊以後の国内観光客の減少や、旅客機輸送の多頻度化・格安航空会社の登場により、航空機との激しい競争になっている。
2007年（平成19年）9月1日には、青森・函館間を1時間45分で結ぶ高速船ナッチャンReraが、2008年（平成20年）5月2日にはナッチャンWorldが就航し、青函トンネル旅客輸送における新たな競合相手となっていたが、これらは2008年（平成20年）11月1日で運航休止となった。

## 歴史

### 構想
- 1923年（大正12年）：函館市議会議員の阿部覺治が「大函館論」の中で、関門トンネル構想を参考に青函トンネル（大間 - 函館間）構想を記す[8][9][10]。
- 1939年（昭和14年）6月1日：鉄道省盛岡建設事務所が東口ルートの調査を鉄道大臣官房技術研究所へ依頼。発案者は不明[11]。
- 1940年（昭和15年）8月：鉄道省計画課内に線路調査室が設けられる。
- 1946年（昭和21年）
  - 2月26日：運輸省鉄道総局施設局長室にて「津軽海峡連絡隧道調査法打ち合わせ会議」を開催。この会議で本命は西口ルートになり、東口ルートは参考ルートになった[11]。
  - 4月：「津軽海峡連絡ずい道調査委員会」設置。地上部の地質調査開始[8][12]。
  - 9月：西口ルートを調査することに決定[11]。
- 1953年（昭和28年）8月：第16回特別国会にて「青森県三厩附近より渡島国福島に至る鉄道」が予定線として鉄道敷設法に追加された[11]。以後、漁船を使用した海底部の地質調査開始[8]。
- 1954年（昭和29年）9月26日：青函航路（青函連絡船）洞爺丸事故が発生。青函トンネル建設計画が本格的に浮上[8][12]。
- 1955年（昭和30年）2月18日：津軽海峡連絡隧道技術委員会発足。
- 1960年（昭和35年）10月12日：秋田県八峰町にて実験隧道建設工事開始。以後注入試験などが実施される。

### 着工
- 1961年（昭和36年）
  - 3月23日：建設開始。
  - 月日不明：深海探査艇「くろしおII号」による海底調査を実施[8]。
- 1963年（昭和38年）
  - 2月11日：北海道側の期成会により、北海道松前郡福島町吉岡で着工式を実施[8]。
  - 10月18日：北海道側で試掘調査準備工事に着手[8]。
- 1964年（昭和39年）
  - 1月26日：北海道側の請負により、斜坑口掘削開始[8]。
  - 3月23日：日本鉄道建設公団発足。
  - 4月22日：北海道側で調査工事起工式を実施[8]。
  - 5月8日：北海道側の吉岡斜坑（全長：12.3 m）掘削開始（直轄）[8][12]。
  - 8月20日：本州側の期成会で鍬入式を実施[8]。
  - 10月26日：本州側で試掘調査準備に着手[8]。
  - 10月28日：本州側で工事用道路改修工事に着手[8]。
  - 11月20日：日本鉄道建設公団が青函建設局竜飛鉄道建設所を設置[8]。
- 1965年（昭和40年）
  - 1月7日：北海道側で先進ボーリング開始（334 m）[8]。
  - 3月15日：本州側で坑口切取とその他工事に着手[8]。
  - 5月17日：北海道側で海岸線直下415 m地点に到達[8]。
  - 8月9日：工事実施計画認可（調査）[8]。
  - 8月19日：本州側の請負により、斜坑口掘削開始[8]。
- 1966年（昭和41年）
  - 2月20日：本州側で掘削51 m、覆工30 m、りょう盤45 m 終了する[8]。
  - 3月21日：本州側の竜飛斜坑（全長：51 m）掘削開始（直轄）[8][12]。
  - 12月9日：本州側で先進ボーリング開始（443 m）[8]。
- 1967年（昭和42年）
  - 2月23日：北海道側でトンネル掘進機の試験掘削終了[8]。
  - 3月4日：北海道側で斜坑底に到達（1,210 m）。先進導坑（北海道側）掘削開始[8][12]。
  - 9月27日：本州側で海岸線直下815 m地点に到達[8]。
- 1968年（昭和43年）12月：北海道側の吉岡作業坑掘削開始[12]。
- 1969年（昭和44年）2月13日：本州側の調査坑1,223 m地点で異常出水（最大湧水量：11トン/分）[8]。
- 1970年（昭和45年）
  - 1月17日：本州側で斜坑底に到達（1,315 m）。先進導坑（本州側）掘削開始[8][12]。
  - 7月13日：本州側の竜飛作業坑着手および掘削開始[8][12]。
- 1971年（昭和46年）
  - 9月28日：本工事着手[8][12]。
  - 11月14日：北海道側・本州側で本工事の起工式を実施[8]。
- 1974年（昭和49年）
  - 1月8日：吉岡作業坑3,509 m付近で異常出水（最大湧水量：16トン/分）[8]。
  - 4月17日：三岳工区の斜坑底に到達[8]。
  - 5月10日：袰内工区の斜坑底に到達[8]。
  - 12月5日：竜飛作業坑3,692 m付近で異常出水（最大湧水量：6トン/分）[8]。
- 1975年（昭和50年）12月22日：算用師工区の斜坑底に到達[8]。
- 1976年（昭和51年）5月6日：吉岡作業坑4,588 m付近で異常出水（最大湧水量：85トン/分）[13]。
  - 5月6日：2時30分、切羽付近の湧水が急増。3時30分、湧水量が排水能力を超える。8時、切羽後方100 mの固定ポンプ座の貯水槽が完全に水没。湧水量4トンから30トンと増加。16時、3つめのバルクヘッドが破られる。出水ピーク毎分85トンを記録。19時30分、作業抗880 mが水浸[14]。
  - 5月7日：1時30分、防水扉破られる。
  - 5月9日：4トンポンプ3台が稼働開始し、先進導坑のポンプ座に連結した4トンポンプ5台と合わせて排水能力が向上。翌日までに浸水区間の拡大は止まり、水没範囲は作業坑2028 m、本坑1300 mにとどまる[15]。
  - 5月10日：作業抗と本坑にたまった水を100 m下を走る先進導坑に落下させ排水作業開始[14]。
  - 5月14日：毎分68トンの排水能力を確保。本坑の排水を完了。
  - 6月24日：毎分16トンだった湧水が60トンまで増大。作業坑は出水切羽から76.5 mの地点で閉塞することを決定。
  - 7月12日：排水作業完了。
  - 7月20日：作業坑を右へ迂回し、掘削開始。
  - 10月15日：出水切羽と同じ距離まで到達（出水から162日目）。
- 1978年（昭和53年）10月4日：北海道側の陸上部（白符工区、三岳工区）が全て貫通[8]。
- 1979年（昭和54年）9月21日：竜飛作業坑完成[12]。海底部で作業坑と本坑が連結された。完成祝賀会は日本鉄道建設公団内での不祥事を受けて中止された[16]。
- 1980年（昭和55年）3月9日：吉岡作業坑完成[12]。
- 1981年（昭和56年）7月3日：本州側の陸上部（算用師工区、袰内工区）が全て貫通[8]。
- 1983年（昭和58年）
  - 1月27日：先進導坑貫通[注釈 10][8][12]
  - 9月19日：レール敷設に着手。
- 1984年（昭和59年）8月20日：開業は1987年度（昭和62年度）となることが公にされる（津島運輸政務次官 青森で発表）。
- 1985年（昭和60年）3月10日：本坑全貫通[8][12]。
- 1987年（昭和62年）
  - 4月1日：国鉄分割民営化に伴い、青函トンネル内の鉄道敷設部分を北海道旅客鉄道（JR北海道）が所有。
  - 9月28日：DD51形ディーゼル機関車の牽引で、建築限界測定車のオヤ31形を含む7両編成の試験列車が青函トンネルを初めて走行[17]。
  - 10月21日：試運転電車が青函トンネルを初めて走行[8][17]。
  - 11月：青函トンネル完成[12]。

### 供用開始後
- 1988年（昭和63年）3月13日：海峡線 中小国 - 木古内間の開業とともに供用開始[注釈 11]。吉岡海底駅、竜飛海底駅が開業。青函連絡船廃止[8][18]。
- 1990年（平成2年）
  - 6月：トンネルの壁面に「タイムスリット[19]」と称される情報表示装置が設置される[20]。「ようこそ北海道」の文字や、北海道の各名所のイラストなどを表示していた[21]。
  - 7月：明仁天皇及び美智子皇后（いずれも当時）が、竜飛海底駅を視察[18]。
- 1993年（平成5年）3月13日：開業5周年
- 1998年（平成10年）3月13日：開業10周年
- 2003年（平成15年）
  - 3月13日：開業15周年
  - 10月1日：日本鉄道建設公団が運輸施設整備事業団と統合し、鉄道建設・運輸施設整備支援機構設立。
- 2006年（平成18年）8月28日：北海道新幹線の工事のため、吉岡海底駅が長期休止駅となる[報道 3][報道 4]。
- 2008年（平成20年）3月13日：開業20周年
- 2013年（平成25年）
  - 3月13日：開業25周年
  - 11月11日：竜飛海底駅休止[18][報道 5]。
- 2014年（平成26年）
  - 3月15日：吉岡海底駅、竜飛海底駅廃止[18][報道 6]。
  - 12月7日：同月1日に開始した北海道新幹線 奥津軽いまべつ駅 - 新函館北斗駅間の走行試験に伴い[報道 7][報道 8][新聞 6]、新幹線車両（H5系電車）が初通過[新聞 7][新聞 8][新聞 9]。
- 2015年（平成27年）
  - 4月3日：青函トンネル内を走行していた特急「スーパー白鳥34号」の車両下で発煙する事故が発生し、青函トンネル開業後初めて、乗客・乗員が竜飛定点を経由して地上へ避難する事態になった[報道 2][報道 9][新聞 10][新聞 11]。
  - 4月5日：江差線の札苅 - 木古内間で、「き電線」の吊り下げ絶縁碍子が老朽化や塩害での腐食からの破損したために送電トラブルが起き、青函トンネル内で停電が発生し、特急「スーパー白鳥」など4本が運休し、6本に最大で4時間15分の遅れが発生した[報道 10][新聞 12][新聞 13]。
  - 8月21日：札幌貨物ターミナル駅行きの貨物列車を牽引していたEH800形電気機関車において故障が発生。知内町側の出口まで約5 km地点のトンネル内で緊急停車し、電圧変換装置に電流が流れないよう応急処置の後に運転再開して、木古内駅へ到着後にJR貨物社員が故障を確認した。この故障の障害の影響により特急列車4本が最大53分遅延した[新聞 14]。
  - 12月31日：北海道新幹線開業に向けた「地上設備最終切替」の「事前確認」実施のため、同日の深夜から2016年1月2日の早朝にかけて青函トンネルを通る全ての列車が運休[22]。
- 2016年（平成28年）
  - 2月9日：竜飛定点において合同非常訓練中に停電事故が発生[報道 11]。
  - 2月19日：NTTドコモにより竜飛定点と吉岡定点において、災害時の非常連絡手段として携帯電話を開通および提供開始させる[報道 12][報道 13]。
  - 3月22日未明 - 3月25日：北海道新幹線開業に向けて「地上設備最終切替」実施のため、青函トンネルを通る全ての旅客列車が運休[23]。
  - 3月26日：北海道新幹線 新青森 - 新函館北斗間開業。これに伴い、海峡線と北海道新幹線の共用を開始[報道 14]。
  - 6月1日：スイスのゴッタルドベーストンネルが開通。これにより、世界で2番目の長さの鉄道用トンネルとなる[新聞 1]。 ただし、ゴッタルドベーストンネルは、アルプス山脈を突貫する山岳トンネルであるため、海底トンネルとしては引き続き世界一の長さである。また、三線軌条のトンネルとしても世界一の長さである。
- 2018年（平成30年）3月13日：開業30周年
- 2019年（平成31年・令和元年）
  - 3月16日：北海道新幹線の青函トンネル内での最高速度を140 km/hから160 km/hに引き上げ[報道 15]（青函トンネル以外の区間では、引き上げはなく、引き続き140km/hで走行）。
  - 4月17日：総務省の「電波遮へい事業」において移動通信基盤整備協会の協力の上で、トンネルの一部区間でNTTドコモ・KDDI・ソフトバンクの携帯電話サービスを本格的に開始[報道 16]。
  - 9月5日：上記3社の携帯電話サービスエリアが、青函トンネル全区間に広がる[24]。
- 2020年（令和2年）
  - 12月31日：この日から毎年、ゴールデンウィーク、お盆、年末年始の繁忙期に5日間、始発から15時半頃までの間に限り、貨物列車と時間帯を区分し、上下各7本の計14本の北海道新幹線で青函トンネル内で210 km/h走行を実施するようになる（青函トンネル以外の区間では、引き上げはなく、引き続き140km/hで走行）[報道 17]。
- 2023年（令和5年）3月13日：開業35周年
- 2024年（令和6年） 1月18日　青函トンネル内で貨物列車が停車し、北海道新幹線に遅れや運休が発生した。

## 技術

### 先進導坑
当初はTBM（トンネルボーリングマシン）を使用して掘削していけば、ほぼ計画通りの工期で完成すると考えていたが、実際には軟弱な地層に進むにつれ多発した異常出水や、機械の自重で坑道の下へ沈み込み前進も後退もできなくなり、やむなくTBMの前方まで迂回坑道を掘って前から押し出さざるを得なくなるなどあまり役に立たず、早々にTBMでの掘削を諦めた。そこで、本坑に先駆けて先進ボーリングで先進導坑を掘り進み、それにより先の地質や湧水の状況を調査しながら本坑が後を追うという方式で掘り進むことになった。しかし、先進ボーリングは水平方向でボーリング調査を行うため水平を維持するのが難しく、ボーリングした孔内の圧力を維持できずに孔壁が崩れたり湧水が噴出したりしたため、最初の頃は月に100 mも進まなかった。そこで、従来はボーリングのロッド管内から送った水を先端のビットから管外に出してビットを冷却しつつ、その水で孔を開く際に出る粘土や泥をロッド管と孔壁の間から取り除いていたのに対して、ロッド管と孔壁の間から送った水で孔を開く際に出る粘土や泥をロッド管内に回収する「リバース工法」を考案した。これにより、ボーリングの掘進速度は月に数百メートルに向上した。
海底にさしかかるに従い次第に地質が軟弱になり、出水も増えてきた。そのため青函トンネルで培われた技術が、新オーストリアトンネル工法(New Austrian Tunneling Method, NATM(ナトム))による「注入」と「吹付コンクリート」に多数の「ロックボルト」を併用する工法である。注入とは、セメントミルクと水ガラスの混合物である注入材を注入用高圧ポンプを用いて超高圧で岩盤へ注入し、注入材が固まった後そこを掘っていく工法であり、坑道の太さ以上にセメントで硬い岩盤をあらかじめ作っておき、そこを掘り進む理屈である。しかし、注入材は強度を上げようすると流動性を保つ時間が短くなり注入できなくなる問題があった。そこで、竜飛岬にある試験場において、最適な水ガラスの種類や配合物を解明するとともに、流動性を保つ時間帯をストップウォッチを使用して計測した。吹付コンクリートとは、掘削直後にコンクリートを岩盤に吹き付けて緩みや崩落を防ぐ工法であり、1950年代にヨーロッパで開発されていたのだが、吹き付け圧による跳ね上がり・剥落・管詰まりなどのトラブルが多かったため、トンネル内に模擬トンネルを造って試行錯誤の繰り返し行い、急結剤の改良や耐圧ホース・吹き付け用自動アームなどを開発した。それでもなお大量の出水を防ぐ事ができず、坑道の途中で進む事を断念し坑口を塞いだうえでその坑道を避けて掘った箇所が先進導坑に数カ所存在する。
掘削が終わり、鉄道が開通した後も湧水（塩水）が常に出続けている。そのため竜飛側と吉岡側のそれぞれ先進導坑最下部にポンプが備えられており（竜飛側はさらにもう1か所）、常時ポンプで湧水を汲み出すことでトンネルが維持されている。

### 本坑
全長53.85 kmの本坑は9つの工区に分けて掘削が行われた。そのうち、本州寄りの4つの工区と北海道寄りの3つの工区は陸上部の地下を掘り進めるもの、残る2つの工区が津軽海峡の海底下を掘り進めるものであった。各工区の長さ及び施工業者を以下に示す。
| 工区名 | 地域     | 陸海の別 | 長さ (m) | 施工業者                       |
| ------ | -------- | -------- | -------- | ------------------------------ |
| 浜名   | 本州側   | 陸上部   | 1470     | フジタ工業                     |
| 増川   | 本州側   | 陸上部   | 438      | 錢高組                         |
| 算用師 | 本州側   | 陸上部   | 5492     | 飛島建設・三井建設JV           |
| 袰内   | 本州側   | 陸上部   | 3500     | 佐藤工業                       |
| 竜飛   | 本州側   | 海底部   | 1万3000  | 鹿島建設・熊谷組・鉄建建設JV   |
| 吉岡   | 北海道側 | 海底部   | 1万4700  | 大成建設・間組・前田建設工業JV |
| 白符   | 北海道側 | 陸上部   | 3900     | 奥村組・五洋建設JV             |
| 三岳   | 北海道側 | 陸上部   | 6400     | 大林組・清水建設JV             |
| 千軒   | 北海道側 | 陸上部   | 4950     | 西松建設・青木建設JV           |

### 北海道新幹線
2005年（平成17年）に北海道新幹線の新青森 - 新函館北斗間が着工され、青函トンネルについては貨物・夜行列車なども引き続き通れるように三線軌条とし、トンネル両側の奥津軽いまべつ駅と湯の里知内信号場に待避施設を建設する事になっている。2007年（平成19年）には保安装置の動作確認などの試験目的で、上下線6 kmの三線軌条化工事が行われた。また、これらの工事のために吉岡海底駅は休止されていた。
また、速度が大きく異なる貨物列車と新幹線を同時に走らせることによるダイヤへの負荷などを解消すべく、狭軌用の貨物列車を列車ごと標準軌用列車に乗せ、新幹線用レール上を高速で走行させるトレイン・オン・トレイン技術がJR北海道によって研究されていたが費用面などの問題があり、実現の見込みは立っていない。
これとは別に、当初の予定通り青森側・北海道側にそれぞれターミナルを建設してカートレインを運行させようという構想もあるが、実現の目処は立っていない。
2014年（平成26年）3月15日に北海道新幹線の開業工事に伴い、2つの海底駅（竜飛海底駅・吉岡海底駅）が廃止された。

## 走行車両

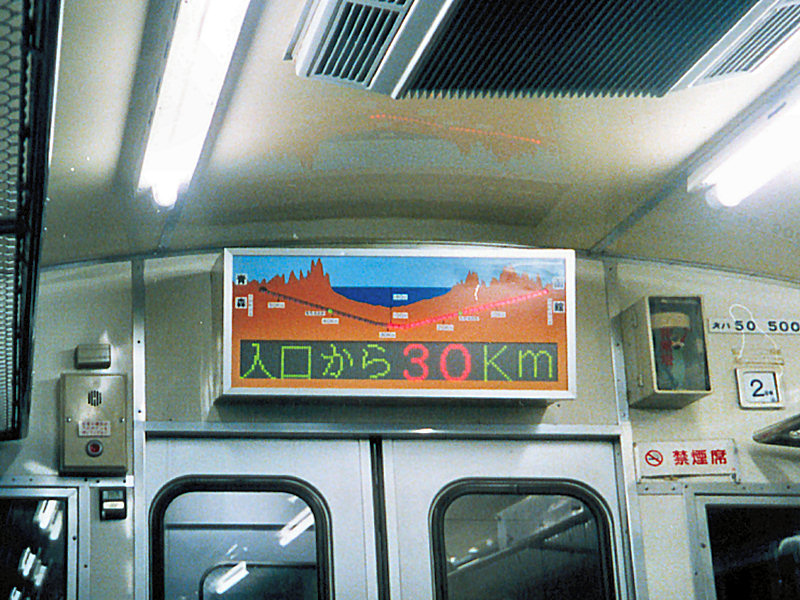
50系客車に設置されていた列車位置表示装置

青函トンネルは海底の長大トンネルであるため、走行する車両には運輸省（現在の国土交通省）が省令で定めた防災基準を満たす構造であることが要求されている。なお明示された条件ではないが、本トンネルは海底を通ることから湿度が常に100 %であるため、これに耐えうる構造であることも重要である。
火災事故防止のため、トンネルを通行する営業用列車が電車または電気機関車牽引の客車・貨車のみに制限されており、内燃機関を用いる車両（気動車・ディーゼル機関車）は救援目的のディーゼル機関車を除き、当線内は自走および牽引はできない。さらに青函トンネルを通る冷凍コンテナは、熱感知機の反応で列車が足止めされないよう、機関車の運転席からの遠隔操作によりコンプレッサーの動力となるディーゼルエンジンを切るための専用回路を搭載したタイプに限られている。
本州と北海道間で車両を輸送する際は、内燃機関を停止した上で基本的に電気機関車の牽引により甲種輸送される。
なお、1988年（昭和63年）10月にはオリエント急行の車両が本トンネルを通行しているが、オリエント急行に使用される車両は内装に木材を使用している上、食堂車では石炭レンジを使用しており、火災対策上通行が認められない車両であった。しかし、この時には津軽海峡線内では調理しないことと、各車両に車内放送装置と火災報知器を設置した上で、さらに防火専任の保安要員を乗務させるという条件で特別に通行が認められている。
北海道新幹線開業時に、青函トンネルを含む海峡線の架線電圧を新幹線にあわせて25,000 V (50 Hz)に昇圧し、保安装置もそれ以前のATC-LからDS-ATCに変更された。

### 定期運行車両
- 電車（新幹線車両）
  - E5系（JR東日本）
  - H5系（JR北海道）
「はやぶさ」および「はやて」として運用[報道 18][報道 19]。

- 電気機関車
  - EH800形（JR貨物）
貨物列車を牽引。20,000 V・25,000 V 双方に対応した複電圧車の電気機関車。北海道新幹線開業後、青函トンネルを含む海峡線を通過する電気機関車は本系列に統一された。

### 過去の定期運行車両
- 電車（在来線車両）
  - 485系（JR東日本）
当初特急「はつかり」で運行。東北新幹線八戸開業以降は「白鳥」として運用された。
  - 789系（JR北海道）
特急「スーパー白鳥」で運用。
  - 785系（JR北海道）
特急「スーパー白鳥」の増結車両として使用された。

- 電気機関車
  - ED79形（JR北海道・JR貨物）
両社所属機とも貨物列車を牽引したほか、JR北海道所属機は客車列車も牽引した。
  - ED76形（JR北海道）
ED79形の予備として客車列車を牽引した。通常はトワイライトエクスプレスやエルムと言った臨時列車中心に使用されていた。
  - EH500形（JR貨物）
貨物列車やカシオペアを牽引した。

- 客車
  - 50系（JR北海道）
快速「海峡」で運用。
  - 14系（JR北海道）
急行「はまなす」で運用。緩急電源車は消火装置等の対策済みのものが限定使用されていた。「はまなす」の間合い運用として快速「海峡」に充当された時期もある。
  - 24系（JR北海道・JR東日本・JR西日本）
JR北海道およびJR東日本所属車は特急「北斗星」で運用。またJR北海道所属車のみ「はまなす」の寝台車としても使用された。
JR西日本所属車は特急「日本海」で定期運行された。また、臨時特急「トワイライトエクスプレス」でも専用車両が運用された。
  -  E26系 (JR東日本)
車両はJR東日本の所属だが乗務員はJR東日本およびJR北海道の乗務で運用されていた。2016年3月をもって定期運行が終了したが、その後も臨時列車やカシオペアクルーズとして北海道に乗り入れをしていた。しかし機関車の老朽化問題やEH800を使用するうえでの国土交通省からの提言によりJR貨物、JR北海道、JR東日本で協議した結果、2017年2月に北海道内の乗り入れ終了した。

### 臨時・検測列車で使用実績のある車両
- 電車（新幹線車両）
  - E926形（JR東日本）
新幹線電気軌道総合試験車「East i」。北海道新幹線検測時に運行される。
  - E956形（JR東日本）
次世代新幹線試験車両「ALFA-X」。試験走行時に運行される。

- 電車（在来線車両）
  - 781系（JR北海道）
臨時特急「ドラえもん海底列車」仕様車が海底駅見学コースで使用された。車両自体は以前に青函トンネル試験走行した際に改造したものを再改造している。
  - JR北海道721系電車
1993年1月11日・12日にF-2編成が走行試験を行った[31]。
  - E001形（JR東日本）
「TRAIN SUITE 四季島」の北海道乗り入れ時に運行される。

- 気動車
  - キハ183系（JR北海道）
臨時列車や団体列車において5200番台「ノースレインボーエクスプレス」および6000番台のお座敷車両が使用された実績がある。ED79形による牽引で走行した。
  - キヤE193系（JR東日本）
非電化区間用検測車「East i-D」。ED79形のちEH800形に牽引され、JR北海道での貸し出し運転で使用される。

- 客車
  - マヤ34形（JR北海道）
軌道検測車。「はまなす」に連結されて走行し、レールを検測していた。
  - 12系・14系（JR東日本）
急行「八甲田」の間合い運用で「海峡」の臨時便として運行された。また開業当初は青函トンネルブームで利用が殺到したため、北海道所属車では車両不足が起きたためJR東日本車も動員された。但し、北海道向きの耐寒耐雪構造ではないため、冬季以外で使用されていた。スーパーエクスプレスレインボーも夢空間と共に入線実績がある。
  - オリエント・エクスプレス '88用客車（JR東日本）
イベントのため1回限りで走行した。走行条件や防火基準は満たしていなかったが、特認を受けて走行した。
  - 2100系電車（伊豆急行）
「THE ROYAL EXPRESS 〜HOKKAIDO CRUISE TRAIN〜」運行時に乗り入れる。EH800形に牽引される。

## 事故・トラブル
北海道新幹線の新青森駅 - 新函館北斗駅間開業を1年後に控えた2015年4月3日には、青函トンネル内を走行していた特急「スーパー白鳥34号」の車両下で発煙する事故が発生し、青函トンネル開業後初めて乗客・乗員が竜飛定点を経由して地上へ避難する事態になったほか、2日後の4月5日には江差線の札苅 - 木古内間の「き電線」の吊り下げ絶縁碍子が、老朽化や塩害での腐食が原因で破損したために送電トラブルが起き、青函トンネル内で停電が発生した。これにより特急「スーパー白鳥」など4本が運休し、6本に最大で4時間15分の遅れが発生した。北海道新幹線が経由予定である青函トンネルにおいて管理面での事故が1週間以内に連続して発生し、北海道新幹線の安全性に疑問の声が上がった。それに対し、JR北海道は4月7日から8日にかけて、江差線の停電に対する説明および青函トンネルに関する防災設備・避難に関する説明と車両状況の報告を行った。また、4月10日には記者会見で避難誘導マニュアルの改定を実施する旨と、4月7日に社内委員会を設置したことを発表した。
その一方、JR貨物側にも問題が起きた。青函トンネルで貨物列車を牽引するEH800形電気機関車の故障が2015年8月21日に起きていたことが判明した。大阪貨物ターミナル駅発札幌貨物ターミナル駅行きの貨物列車（20両編成）牽引時において、8月21日17時半頃に運転士が故障告知ランプが点灯を確認したため、知内町側の出口まで約5 kmのトンネル内に緊急停車し、電圧変換装置に電流が流れないよう応急処置の後に運転再開。木古内駅に到着後に社員が故障を確認した。電気系統の異常によるもので、電圧変換装置のボルトの締め付け不足が原因で過大な電流が流れ絶縁体の樹脂が溶結したという経緯で故障に至った。この障害を国土交通省北海道運輸局に報告したものの、「単なる車両故障と認識し、発表する内容ではないと考えた」（広報室）として公表していなかった。JR北海道の発表では、この障害の影響で特急列車4本が最大53分遅延した。
2016年2月9日にも竜飛定点での合同異常時訓練中に停電が発生し、救援列車が緊急停止するトラブルがあった。

## 主権
津軽海峡は「いわゆる国際海峡」である特定海域にあたり、また青函トンネルは一部主権が及ぶ領海ではない領域（公海）を通るため、開業前にその帰属および固定資産税の課税の可否が問題となった。日本政府の見解では国際法に基づき青函トンネル全体に対して日本国の管轄権（主権）が及ぶ（公海下を含めて青函トンネル全区間が日本国の領土になる）と解された。それに伴いトンネルの構造物は各自治体へ編入され、固定資産税もそれに応じて課税されることとなった。

## 扁額

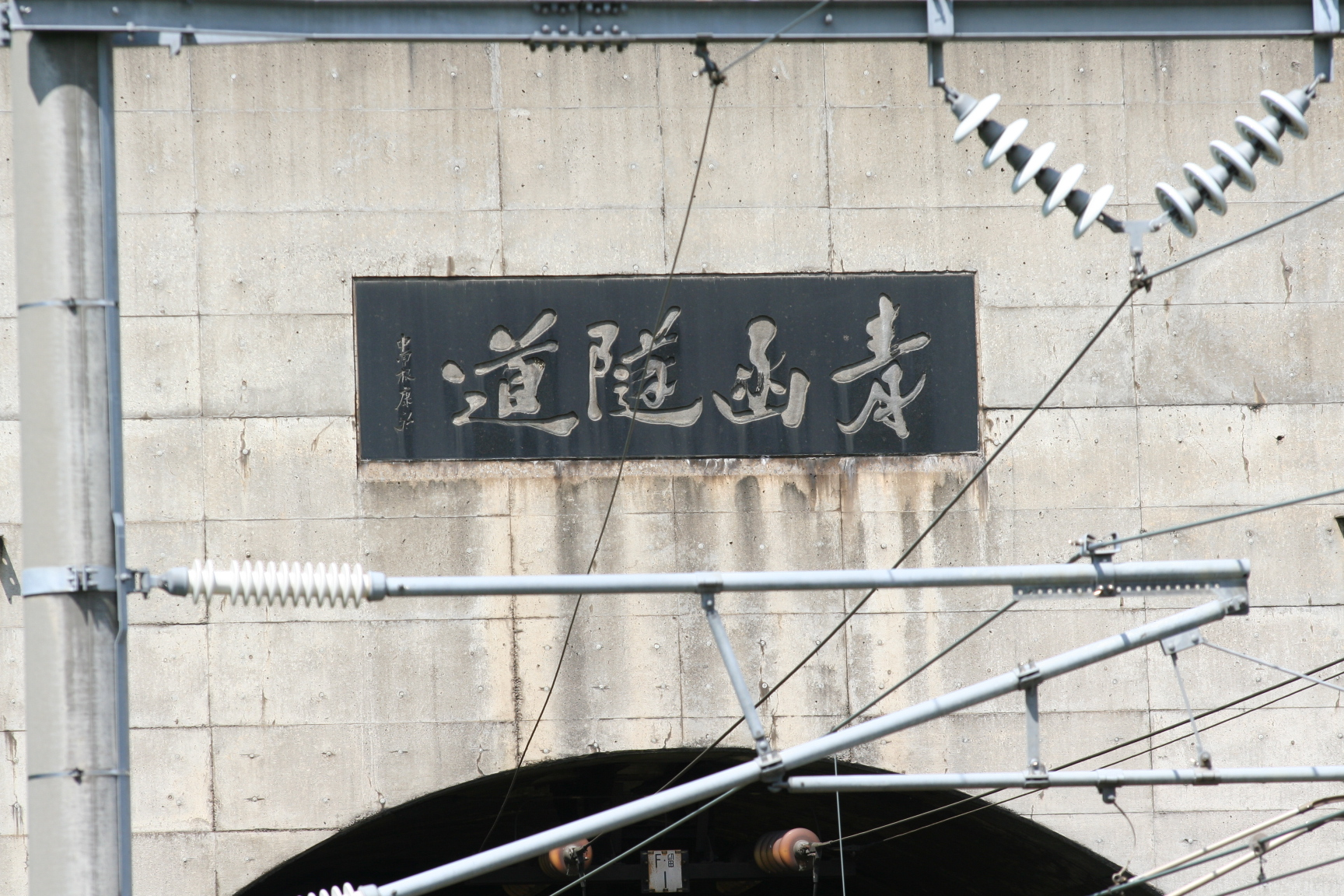
本州側扁額

扁額の揮毫は、本州側が中曽根康弘、北海道側（正確には第1湯の里トンネル）が橋本龍太郎である。扁額には「青函トンネル」ではなく「青函隧道」と書かれている。
中曽根は1985年3月のトンネル貫通および1987年4月の国鉄分割民営化当時の内閣総理大臣、橋本は1987年4月当時の運輸大臣であった。

## 記念発行物

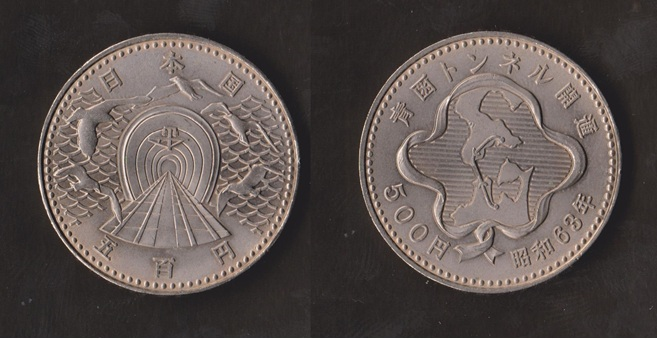
青函トンネル開通記念500円白銅貨

- 記念切手 - 60円が1988年3月11日に発行された。図柄は寝台特急「日本海」のヘッドマークを付けたED79形電気機関車である。
- 記念貨幣 - 500円白銅貨が1988年8月29日に発行された。

## 映画
- 海峡（1982年）

## テレビ番組
開業当日は民放各局が開業式典から生放送した。その中継は函館駅・青森駅だけではなく吉岡海底駅・竜飛海底駅からも行われた。さらには旅客一番列車の函館発盛岡行き特急「はつかり」10号がトンネルに入った様子を車内からも生放送した。
列車内からの中継はNHKが代表取材し、その映像を運転席に設置したFPUから地上に送信し、地上ではその電波を受信し再度中継した。開業一番列車の写真を見ると運転席に「NHK」と書かれたパラボラアンテナが映っているのはそのためである。民放各局はこのNHKの映像を受信し再送信したため、なんの前振りもなく突然NHKアナウンサーの木原秋好が民放の画面に現れた。
また、海底駅からの中継には当時実用化され始めていた放送中継用の光ファイバー伝送装置が使用された。
本中継の番組ではないが、NHKで開通前の1970年（昭和45年）3月23日に新日本紀行「青函トンネル」を、1983年（昭和58年）1月21日にNHK特集「検証・青函トンネル」を、2000年（平成12年）4月11日に『プロジェクトX〜挑戦者たち〜』で「友の死を越えて〜青函トンネル・24年の大工事〜」を、それぞれ放送。2016年（平成28年）2月28日には北海道新幹線開業を前に、この後者2番組を再編集したNHKアーカイブス「北海道新幹線 開業へ〜青函トンネルに懸けた情熱〜」が放送された。また、青森放送でも1988年（昭和63年）に『竜飛の二人』という青函トンネルをテーマにしたドキュメンタリー番組も制作、放送した。
開通直後の1988年（昭和63年）4月4日には月曜・女のサスペンス初回拡大スペシャル「青函特急から消えた男」（夏樹静子原作のトラベルサスペンス）がテレビ東京系列で放送されている。

## 第二青函トンネル構想
現在、本州・四国間には瀬戸大橋を渡るルートなど3本の本州四国連絡道路が、本州・九州間は関門トンネルや関門橋といった道路がすでに開通している。一方で本州・北海道間を自動車で走って行き来できる道路は存在せず、津軽海峡フェリーまたは青函フェリーといったカーフェリーを必ず利用することとなる。本州・北海道間に自動車トンネルが完成すれば、日本の4つの主要な島全てを自動車で走って行き来できるようになる。
1997年には財団法人東北産業活性化センター（現 東北活性化研究センター）が「青函トンネルカートレイン構想」として、津軽今別駅 - 知内駅間においてカートレイン運行を提言していた。
青森県議会議長（当時）の阿部広悦は2014年6月30日の定例記者会見にて、国土交通省事務次官に対し非公式ながら「もう1本掘ってください」と伝えていたことを明らかにしている。
2014年-2015年頃、複数のゼネコン、コンサルタント会社により「鉄道路線強化検討会」が発足。2016年、青函トンネルの西側に、貨物専用の第2青函トンネルを建設する構想を取りまとめている。工費は約3900億円、工期は約15年を想定した。第一の背景として、2004年に国土交通省が「平成16年度の整備新幹線建設推進高度化等事業」における「青函トンネルにおいて貨物列車が新幹線上を走行する場合の安全性の検討などを行う」調査を実施し、それを受けて2012年7月には国土交通省内で「青函共用走行区間技術検討WG(ワーキンググループ)」も設置され、その議事録で「北海道新幹線札幌延伸の10年後には現在の青函トンネルも大改修が必要となり、そのときに減速しながらの作業となってしまっては意味がない」という意見もあった事や、2016年12月の豪雪の際に航空便が欠航した際も札幌-新函館北斗間の特急列車が大混雑となった事や貨物列車の増発に現状の青函トンネルでは容量不足であるという需要の必要性が挙げられる。
日本プロジェクト産業協議会は2017年年2月13日、貨物列車用と自動車用の2本のトンネルを新たに建設し、トンネル内に送電線やガスパイプラインを敷設することで、既存の青函トンネルを新幹線専用とする構想を発表した。事業費は約7500億円、工期は約20年間を想定し、地上から海に向かって掘り進む際の傾斜を急にすることで延長を約30 kmに短縮するとしている。その後2020年には道路案と貨物列車案を折衷し上部に2車線の自動運転車専用の本線車道と下部に貨物列車用単線鉄道と緊急車用路・避難路を設けた事業費約7200億円・工期15年・延長約31 kmの構想を発表している。
また有人運転に対応した道路専用トンネルとして、「第二青函多用途トンネル構想研究会」が延長30 km、内径14.5 mの円形トンネル事業費7299億円、工期10年から15年、道路構造規格第1種第3級、上部に完成2車線本線車道と下部に緊急車両用道路及び避難路、設計速度80 km/hの想定計画を発表しており、レベル3以上の自動運転に対応する場合に内径を2 m程縮小することも織り込まれた。

## 関連項目

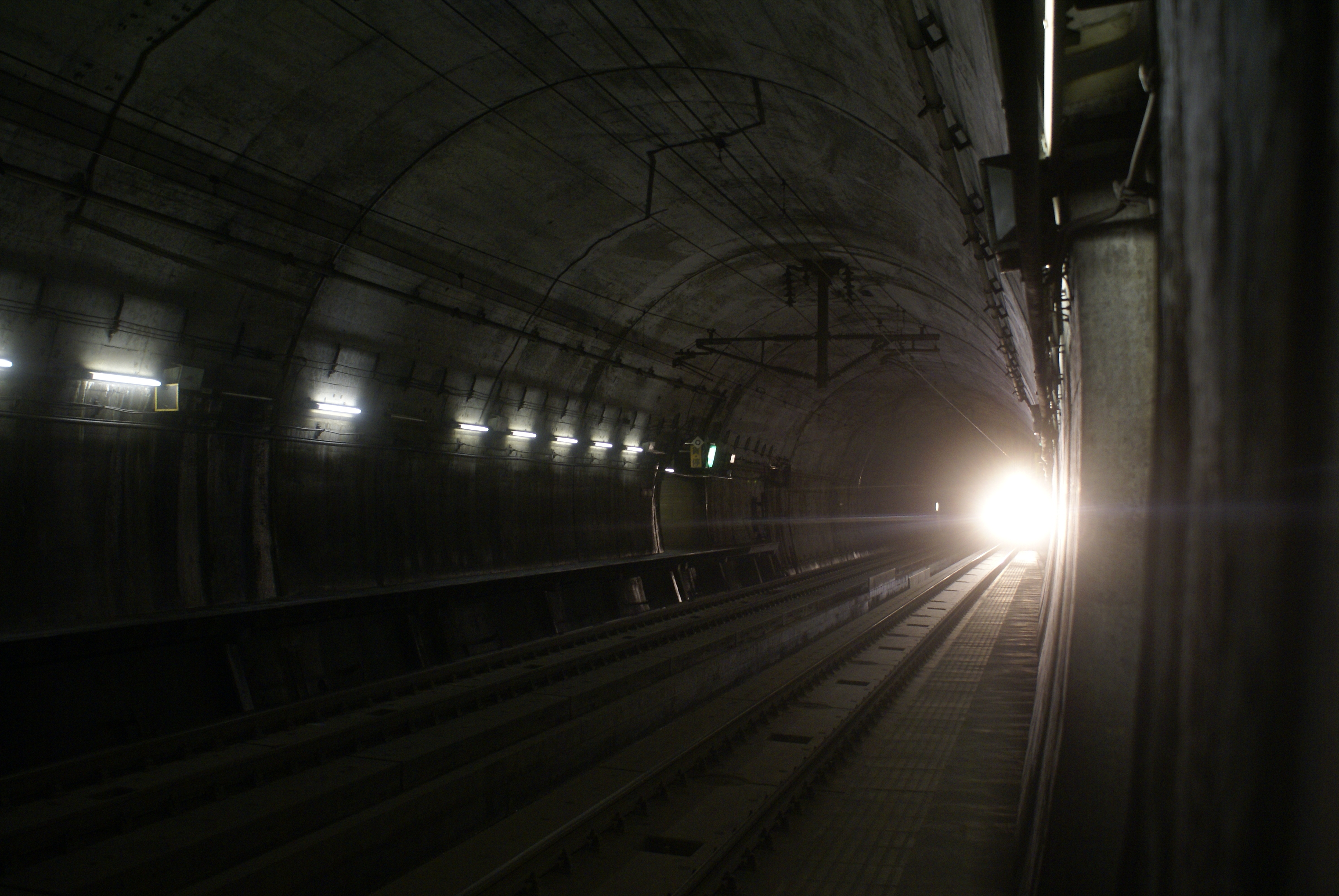
トンネル内部にある竜飛海底駅に列車が接近する様子。